# Burbage (Wiltshire)
Burbage è un villaggio e una parrocchia civile della contea del Wiltshire che si trova a circa 6 miglia a sud di Marlborough e 20 miglia a ovest di Newbury nella valle di Pewsey nel Sud Ovest dell'Inghilterra, Regno Unito. 

## Geografia fisica

### Territorio

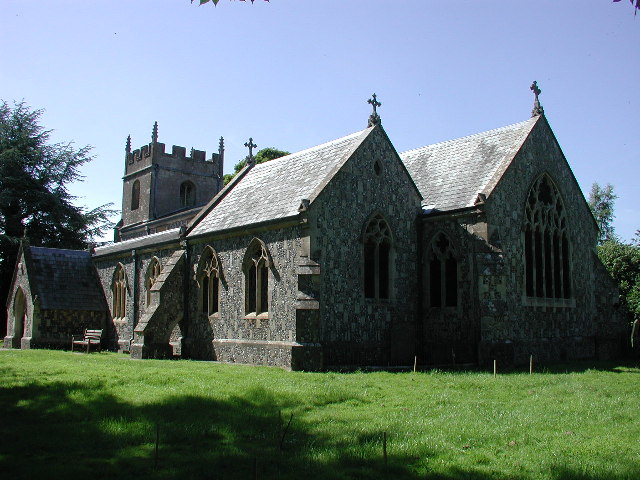
Chiesa di Tutti i Santi

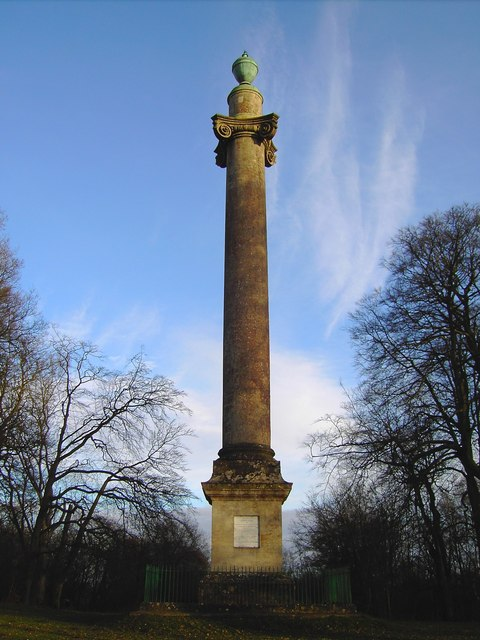
Colonna di Ailesbury

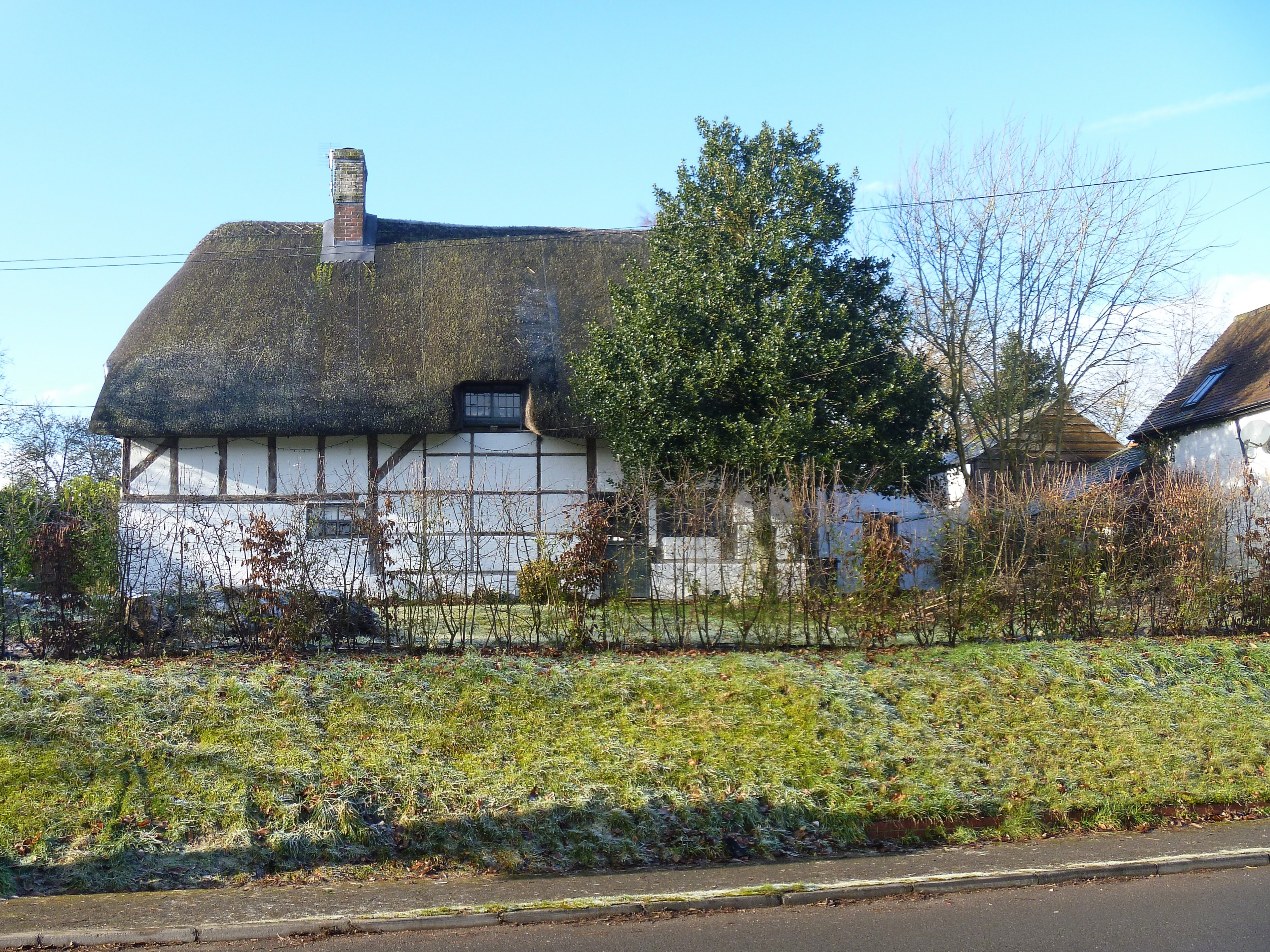
Casa a graticcio con tetto di paglia a Burbage

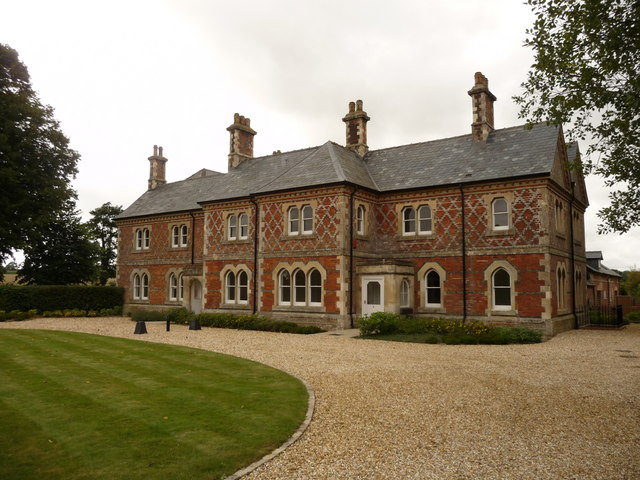
Forrest Hotel a Durley

Il territorio della parrocchia civile di Burbage occupa una superficie di 17.44 km² con un livello medio sul mare di 166 metri e si trova nella valle di Pewsey. Attraversato dal canale Kennet e Avon si trova a sud della foresta di Savernake e all'estremità orientale della valle. La terra di Burbage si estende come una striscia nord-sud paragonabile alle strisce di altri insediamenti vicini. Il confine tra la parrocchia di Burbage e la foresta di Savernake, che era extraparrocchiale, sembra essere andato da est a ovest immediatamente a nord del villaggio di Durley. A nord la parrocchia è attraversata dalla scarpata meridionale delle Marlborough Downs, chiamata Terrace Hill, e a sud-ovest dalla scarpata al limite nord-orientale della pianura di Salisbury. Ad entrambe le estremità si vedono affioramenti di gesso. A nord del villaggio di Durley, affiorano anche Reading Beds e Bagshot Sands, ci sono estesi depositi di argilla con selci e ghiaia, che è stata depositata in una valle divenuta asciutta. A sud-ovest il terreno è più alto, a 205 metri, sul confine a Godsbury, e a nord raggiunge i 200 metri su Terrace Hill. Un'ampia fascia di sabbia verde affiora al centro della parrocchia. Il fiume Bourne e i corsi d'acqua principali del Christchurch Avon nascono sulla greensand e ci sono punti bassi a circa 140 metri dove attraversano rispettivamente i confini sud e ovest della parrocchia. Il resto del confine occidentale della parrocchia è generalmente dritto e per un breve tratto segue un ruscello.

## Storia
Nella parrocchia vi sono evidenze di insediamenti preistorici poiché sono stati rinvenuti manufatti del periodo neolitico e dell'età del bronzo. Nella parte meridionale sono stati rinvenuti frammenti dell'età del ferro associati a Godsbury e beni provenienti da una tomba romano-britannica. L'intera parrocchia si trovava all'interno della foresta di Savernake. Nel 1330 la parrocchia, così come era fino al XVIII secolo, fu disboscata, fatta eccezione per il boschetto di Southgrove, che si trova nella parte meridionale della parrocchia e da allora fu una parte staccata della foresta. Il confine tra la parrocchia di Burbage e la foresta di Savernake qaundo era extraparrocchiale, nel XVIII secolo, fu messo in discussione. Si dibatté se un sito, che si trovava a nord-est del villaggio, fosse stata recintata nel 1703 e convertito in terreno agricolo, si trovasse sulla terra di Durley o su quella della foresta. La parrocchia tentò di considerare più terreno forestale entro i suoi confini per imporre le sue tasse tasse. I parrocchiani si aggiravano fino ad Amity Oak, un punto a 3,5 km a nord del villaggio di Durley. Il proprietario tentò di escludere tutte le parti della foresta dalla parrocchia. In base a un accordo tra la parrocchia e il proprietario, nel 1786 venne proposta una parte della foresta chiamata Durley Heath, la cui parte sud-orientale era stata recintata come nuova parte del parco di Tottenham House a Great Bedwyn, e altre parti della foresta sarebbero state escluse dalla parrocchia. La proposta fu apparentemente adottata e nel 1843 la parrocchia di Burbage era composta da una parte principale, circa 3.038 acri, e il territorio conteso, 145 acri, che era separato dalla parte principale da Durley Heath e dal parco di Tottenham House. Nel 1886 la brughiera, quella parte del parco, parti della foresta chiamata Black Vault e Coal Coppice e circa 25 acri a nord del boschetto di Leigh Hill erano stati aggiunti alla parrocchia, da allora in poi 1.624 ettari. L'area venne aumentata a 1.743 ettari nel 1987, quando una piccola parte di Burbage è stata trasferita a Great Bedwyn, e piccole parti di Great Bedwyn, Easton, Grafton e Savemake sono state trasferite a Burbage. Parte del confine di una tenuta chiamata Burbage fu definita nel X secolo. Poche delle sue caratteristiche possono essere tracciate su una mappa moderna, ma una pista a sud-est o sud-ovest e un recinto preistorico poi chiamato Godsbury a sud, segnavano il confine della tenuta e in seguito una pista a sud-est e Godsbury segnavano il confine della parrocchia. La parte settentrionale del confine occidentale della parrocchia era segnata dal paletto del parco Brimslade nella parrocchia di Savernake e probabilmente seguiva la linea di una recinzione per cervi che si trovava sul confine nel X secolo.
Il canale Kennet e Avon fu aperto attraverso la parrocchia nel 1809 e completato nel 1810. Il molo di Burbage fu costruito nella parte occidentale della parrocchia. Il canale poi fu riaperto attraverso la parrocchia nel 1988. Tra il 1720 e il 1740 furono realizzati due percorsi rettilinei, che conducevano verso Marlborough da Tottenham House e in seguito chiamati Grand Avenue e Column ride, attraverso Durley Heath. La parte sud-orientale della brughiera fu racchiusa nel parco di Tottenham House intorno al 1768 e presumibilmente intorno al 1785, fu costruita una colonna a Column ride. Nel 1820 vennero eretti dei cancelli attraverso la Grand Avenue, nel punto in cui questa attraversava la nuova strada tra Durley e Warren Farm.

## Monumenti e luoghi d'interesse
Ci sono numerosi edifici storici e altri siti d'interesse nel territorio di Burbage, tra questi le sue chiese.
- Chiesa di Tutti i Santi (in inglese All Saints Church). La chiesa parrocchiale anglicana risale all'XI secolo. L'English Heritage ha inserito dal 27 maggio 1964 la chiesa di Tutti i Santi di Burbage tra gli edifici storici come monumento classificato di seconda categoria col numero 1035909. La chiesa appartiene alla diocesi di Salisbury.[8][9][10]
- Cappella metodista, Burbage. Nel 1821 una casa a Ram Alley, occupata da William Dash, fu certificata per il culto metodista indipendente. Poco dopo fu costruita una cappella a Eastcourt che fu certificata nel 1822, quando fu descritta come la nuova costruzione chiamata Wesleyan Chapel. La cappella si dimostrò molto popolare e la domenica del censimento del 1851 ci furono tre funzioni. La cappella a Eastcourt chiuse nel 1906 e ne fu aperta una nuova in High Street. A differenza di molte cappelle di villaggio non conformiste, questa continuò a essere utilizzata per tutto il XX secolo.[11]
- Colonna di Ailesbury

## Geografia antropica

### Urbanistica
Il percorso della strada romana tra Cirencester e Winchester via Mildenhall attraversa l'angolo nord-est della parrocchia. Una strada Marlborough-Winchester via Ludgershall era importante all'inizio del XIII secolo e probabilmente passava per Burbage. Il suo percorso più probabile è quello ora seguito da High Street. Nel XVI secolo la parte settentrionale del percorso diretto di una strada principale Marlborough-Salisbury a ovest di Burbage fu bloccata e il traffico di Salisbury sembra essere stato deviato sulla strada da Marlborough attraverso il villaggio di Burbage e una strada attraverso la parte sud-occidentale della parrocchia. Verso la fine del XVII secolo la strada da Marlborough, di cui High Street faceva parte, si biforcava circa 2 km a sud del villaggio in diramazioni per Salisbury e per Ludgershall, Andover e Winchester. Sembra che la diramazione di Salisbury fosse allora più importante. A nord di Marlborough la strada partiva da Chipping Campden. Nel 1736 gli abitanti di Burbage furono denunciati per non aver riparato la strada di Marlborough e il suo ramo di Salisbury, ma non il ramo di Andover, e nel 1762 la strada da Marlborough a Burbage e il ramo di Salisbury da Burbage a Everleigh furono trasformati in autostrada. Il ramo di Andover fu trasformato in autostrada nel 1835 come parte di una strada per Salisbury lungo la valle di Bourne. Furono costruiti due caselli autostradali, uno a nord del villaggio di Burbage prima del 1773, uno a sud del villaggio tra il 1773 e il 1817. Solo quella meridionale era in funzione nel 1995. La strada Marlborough ed entrambi i suoi rami furono abbandonati nel 1876. La strada Marlborough-Salisbury attraverso la valle del Bourne rimase un percorso importante nel 1995 e nel 1991 fu deviata verso un nuovo percorso a ovest di High Street. L'uso del ramo per Salisbury attraverso Everleigh potrebbe essere diminuito dopo il 1835 e intorno al 1900 la strada fu chiusa a sud di Everleigh per consentire l'addestramento militare. A Burbage nel 1995 il ramo sopravvisse come pista sterrata. Una strada est-ovest attraverso la parrocchia collega diversi villaggi a est di Pewsey. Nel suo percorso originale potrebbe averli collegati da centro a centro, ma nel 1773 il suo percorso si trovava all'estremità meridionale del villaggio di Burbage e all'estremità settentrionale dei villaggi a ovest di Burbage. A est di Burbage fu dichiarata strada principale nel 1886 e crebbe in importanza come rotta Hungerford-Salisbury nel XX secolo. Nel 1991 fu costruita una rotonda al suo incrocio con la strada Marlborough-Salisbury. Attraverso la parte di Durley Heath che si trovava nel parco di Tottenham House fu realizzata una nuova strada, probabilmente intorno al 1820, per collegare il villaggio di Durley e Warren Farm. A nord del villaggio di Burbage fu costruita una nuova strada est-ovest subito dopo il 1862 per collegare la strada Marlborough alla stazione di Savernake. Il canale Kennet e Avon fu aperto nel 1809 e completato nel 1810. Attraversa il tunnel Bruce che si dice sia stato costruito al posto di un profondo taglio su richiesta di Thomas Bruce, conte di Ailesbury, il proprietario del terreno circostante. Il molo di Burbage fu costruito nella parte occidentale della parrocchia. La linea ferroviaria Berks & Hants Extension, che collega Reading e Devizes, fu aperta attraverso la parrocchia nel 1862 come parte della rete G.W.R. Corre lungo il canale, a est del tunnel Bruce sulla riva nord, a ovest sulla riva sud. La stazione di Savernake, per i passeggeri, fu costruita dove la linea passava sotto la strada da Stibb Green a Durley, e la stazione di Burbage, per le merci, fu costruita vicino al molo di Burbage. Nel 1864 fu costruita una diramazione per Marlborough da un incrocio un po' a ovest della stazione di Savernake, e dal 1883 questa e la linea principale a est di essa furono utilizzate dai treni che correvano tra Swindon e Andover. Nel 1898 fu costruita una nuova linea per i treni Swindon-Andover via Marlborough un po' a nord delle linee principali e diramazioni esistenti attraverso la parrocchia. Una seconda stazione chiamata Savernake, 150 metri a nord-est della prima, fu costruita sulla nuova linea. Dal 1923, quando la G.W.R., proprietaria delle linee costruite nel 1862 e nel 1864, e la Midland & South Western Junction Railway, proprietaria della linea costruita nel 1898, si unirono, ci fu un unico capostazione per le due stazioni passeggeri. Dal 1924 quella costruita nel 1862 fu chiamata Savernake Low Level, quella costruita nel 1898 Savernake High Level. La maggior parte della linea costruita nel 1864 fu chiusa nel 1933, da quando quella costruita nel 1898 fu gestita come due linee singole. La stazione di Burbage fu chiusa nel 1941, e la stazione di Savernake High Level fu chiusa ai passeggeri nel 1958 e completamente nel 1959. La linea per Marlborough fu chiusa ai passeggeri nel 1961, da quando Savernake Low Level fu di nuovo chiamata stazione di Savernake, e completamente nel 1964. La stazione di Savernake fu chiusa al trasporto merci nel 1964 e completamente nel 1966. La linea costruita nel 1862 faceva parte di una linea principale Londra-Exeter dal 1906 e rimase tale fino al 1995. Durante il XVII e il XVIII secolo, furono stabiliti insediamenti sparsi lungo una strada che conduceva a nord dalla strada Devizes a Pewsey, alcuni cottage con tetto di paglia, in parte con struttura in legno o mattoni.

### Suddivisioni amministrative
Burbage è una parrocchia civile nel Wiltshire, Inghilterra, che comprende i villaggi di Burbage, 9 km a sud di Marlborough, e il villaggio di Durley. Altri villaggi sono Ram Alley e Stibb Green oltre ad altri insediamenti minori.

#### Burbage
Il villaggio di Burbage abbraccia tre linee nord-sud di vecchi insediamenti, Eastcourt, Westcourt e High Street. Westcourt era probabilmente il sito di una casa padronale nel primo Medioevo. Non rimane nulla di una casa padronale, ma due stagni che attorno al 1574 erano riforniti di carpe, breme, tinche e scardole e venivano chiamati stagni di Stibb. Gli stagni erano presumibilmente quelli che si trovavano a nord-ovest di Stibb Green e che nel 1773 erano chiamati stagni di Ram Alley. Nel 1995 c'era un grande stagno sul sito degli stagni di Ram Alley. Nella corsia nord-sud si trova una casa chiamata Westcourt risalente al XVII secolo, con tetto di paglia e struttura in legno. Sorgeva allora sul lato ovest e c'erano alcune case del XVIII secolo in mattoni e paglia. All'estremità meridionale del vicolo e sul lato est una casa in mattoni e ardesia ha una facciata occidentale a cinque campate e un portico centrale, in pietra e con colonne toscane. La casa fu ampliata verso sud nel XIX secolo, quando potrebbe essere stata utilizzata come scuola. Una casa e una schiera di tre cottage della tenuta furono costruiti nel vicolo negli anni cinquanta del XX secolo. La linea di insediamento che nel XX secolo prese il nome di High Street era molto più popolosa di Westcourt nel XVIII secolo e, trovandosi sul percorso di una strada principale, è probabile che lo fosse già da molto tempo prima. Spesso veniva chiamata Burbage village, escludendo Eastcourt e Westcourt. Nel 1995 la strada, che soprattutto all'estremità nord è sprofondata tra banchi di sabbia verde, aveva circa 30 case e cottage con tetto di paglia del XVII secolo o successivi. Molti di quegli edifici sono a graticcio, con alcune delle strutture in legno nascoste da successive murature in mattoni. Una grande casa di mattoni e paglia sul lato ovest della strada è datata 1712. Gli edifici del XIX secolo includevano, entrambi sul lato ovest, una casa signorile ornamentale datata 1846 e Barn House datata 1852. All'inizio del XX secolo fu costruita una cappella non conformista sul lato est della strada all'estremità nord. Su entrambi i lati della strada furono costruite nuove case nel tardo XX secolo. High Street fa parte di un'area di conservazione designata nel 1993. Eastcourt potrebbe aver avuto origine su un terreno donato alla chiesa di Burbage, che si trova lì presumibilmente sul sito della chiesa che sorgeva nel 1086. La casa del vicariato è stata costruita a nord della chiesa. In una strada nord-sud a ovest della chiesa, e separata da essa da un piccolo spazio verde, c'è una fila di cottage del XVII e XVIII secolo, con il tetto di paglia e in parte con struttura in legno, e in una strada parallela sul lato est del cimitero ci sono diversi cottage di date e materiali simili. All'estremità sud della strada ovest furono costruite scuole nel XIX secolo. Alcune nuove case furono costruite nella strada orientale alla fine del XX secolo. Eastcourt è stata designata area di conservazione nel 1985.
Tra il 1843 e il 1886 un gruppo di case, cottage e altri edifici fu eretto non lontano dalla chiesa e presero il nome di East Sands, nome che in seguito fu trasferito alla strada accanto alla quale si trovavano. Il terreno tra East Sands e la chiesa, attraversato da Eastcourt Road, e tra East Sands e High Street fu edificato nel XX secolo. In Eastcourt Road furono costruite 14 case popolari tra il 1926 e il 1927. Piccole tenute private furono costruite anche su entrambi i lati di High Street all'estremità settentrionale alla fine del XX secolo. Negli anni venti del XIX secolo c'erano due locande in High Street, il Cleaver e il White Hart, entrambe nella parte nord della strada e sul lato est. Il Cleaver, all'estremità nord, intorno al 1850 si chiamava Star and Cleaver ed era stato chiuso nel 1859. Il White Hart fu ricostruito nel 1928 e fu aperto sino al 1995. A East Sands la birreria Red Lion fu aperta dal 1880 al 1939. L'edificio nel 1995 ospitava un ristorante. Negli anni venti è stata costruita una sala del villaggio a Burbage, inizialmente in High Street e in seguito in Eastcourt Road.

#### Durley
Il villaggio sorge a nord di Terrace Hill su un terreno elevato che fu probabilmente colonizzato da Burbage. Nel 1773 era costituito da edifici situati lungo una strada che andava da nord a sud e da edifici situati a ovest della strada lungo il margine meridionale di Durley Heath. Nel 1843 c'erano circa 12 case e cottage e, all'estremità meridionale del villaggio, una fattoria comprendente una casa sul lato est della strada e altri edifici sul lato ovest. La fattoria, di origine settecentesca e chiamata Sturmy House nel 1995, fu ampliata nel XIX secolo. Immediatamente a nord, Durley House fu costruita alla fine del XIX secolo sul sito di una casa con lo stesso nome eretta nel 1786, e tutti gli altri edifici lungo la strada furono notevolmente modificati o ricostruiti a metà o alla fine del XIX secolo, molti dei quali in mattoni rossi decorati con mattoni gialli disposti a forma di diamante. A ovest della strada sopravvive una casa con il tetto di paglia del 1800 circa, e vicino sorgono altri cottage e una casa, tutti della metà del XIX secolo.

#### Ram Alley
Ram Alley è un borgo al confine di Burbage con le parrocchie di Easton e Savernake. Portava questo nome già nel 1632, quando probabilmente era costituito da diversi cottage nella landa desolata. Apparentemente c'erano otto cottage o case nel 1773 e nel 1843 a Ram Alley un cottage di fine XVII o inizio XVIII secolo, una coppia di cottage del 1800 circa, un caseggiato che ospitava cinque famiglie del 1800 circa e un altro cottage si trovava nella parrocchia di Burbage. I primi tre di quegli edifici erano in piedi nel 1995, quando Ram Alley era costituito da sette cottage o case a Burbage, Easton e Savernake. Un cottage del XIX secolo sul sito del quarto potrebbe essere stato costruito dopo il 1843.

#### Stibb Green
Stibb Green sorge dove la strada per Durley si biforca dalla strada per Marlborough a nord del villaggio di Burbage, e apparentemente ha avuto origine come un gruppo di cottage costruiti attorno al verde triangolare al bivio. Nel 1843 l'insediamento si era esteso per una breve distanza lungo ciascuna delle strade Durley e Marlborough. La casa più antica sopravvissuta nel villaggio è di mattoni e paglia e si trova all'estremità meridionale sul lato est del verde e fu probabilmente costruita non molto prima del 1711, quando incorporò una locanda chiamata Duke of Somerset's Arms. La locanda, chiamata King's Arms dal 1716, fu chiusa apparentemente subito dopo il 1859. Diverse altre case a Stibb Green sono di mattoni e paglia e furono costruite alla fine del XVIII secolo o all'inizio del XIX. Il Three Horse Shoes sul lato ovest del green era una birreria alla fine del XIX secolo e fu aperto come pub nel 1995. Un paio di cottage di proprietà furono costruiti all'angolo nord-est del green nel 1843, un isolato di quattro sul lato est del green nel 1845. A sud, gli edifici accanto alla strada Marlborough nel XIX e XX secolo collegavano Stibb Green e l'estremità nord di High Street e, a nord-ovest, i bungalow estendevano ulteriormente il villaggio lungo la strada Marlborough nel XX. Stibb Green era, con High Street, parte di un'area di conservazione designata nel 1993.

## Economia
L'allevamento di pecore e mais è stato a lungo praticato sulla terra sia di Burbage sia di Durley, e i campi aperti coprivano gran parte della greensand e, sia a nord che a sud, gran parte del terreno con gesso. Già nel Medioevo Burbage aveva estesi campi aperti poi circa 230 acri di terreno a nord furono probabilmente sottratti per fornire la terra agricola di Durley, e da allora Burbage ebbe pochi pascoli di terreno a valle. Nell'angolo sud-occidentale della parrocchia e a nord del villaggio Leigh Hill c'erano pascoli di montagna su cui le pecore venivano allevate in comune. Sulla sabbia verde c'erano estesi pascoli di pianura utilizzati in comune. Intorno al 1574 circa 40 acri del campo di East Sands, probabilmente un campo aperto a est del villaggio, erano stati convertiti in un pascolo comune per il bestiame. Quattro stagni erano usati in comune, tra cui gli stagni Stibb che in precedenza potrebbero essere stati associati a una casa padronale a Westcourt.